# Michel Brusseaux
Michel Brusseaux (19 de março de 1913 - março de 1986) foi um futebolista francês. Ele competiu na Copa do Mundo FIFA de 1938, sediada na França.